# Karin Hannak

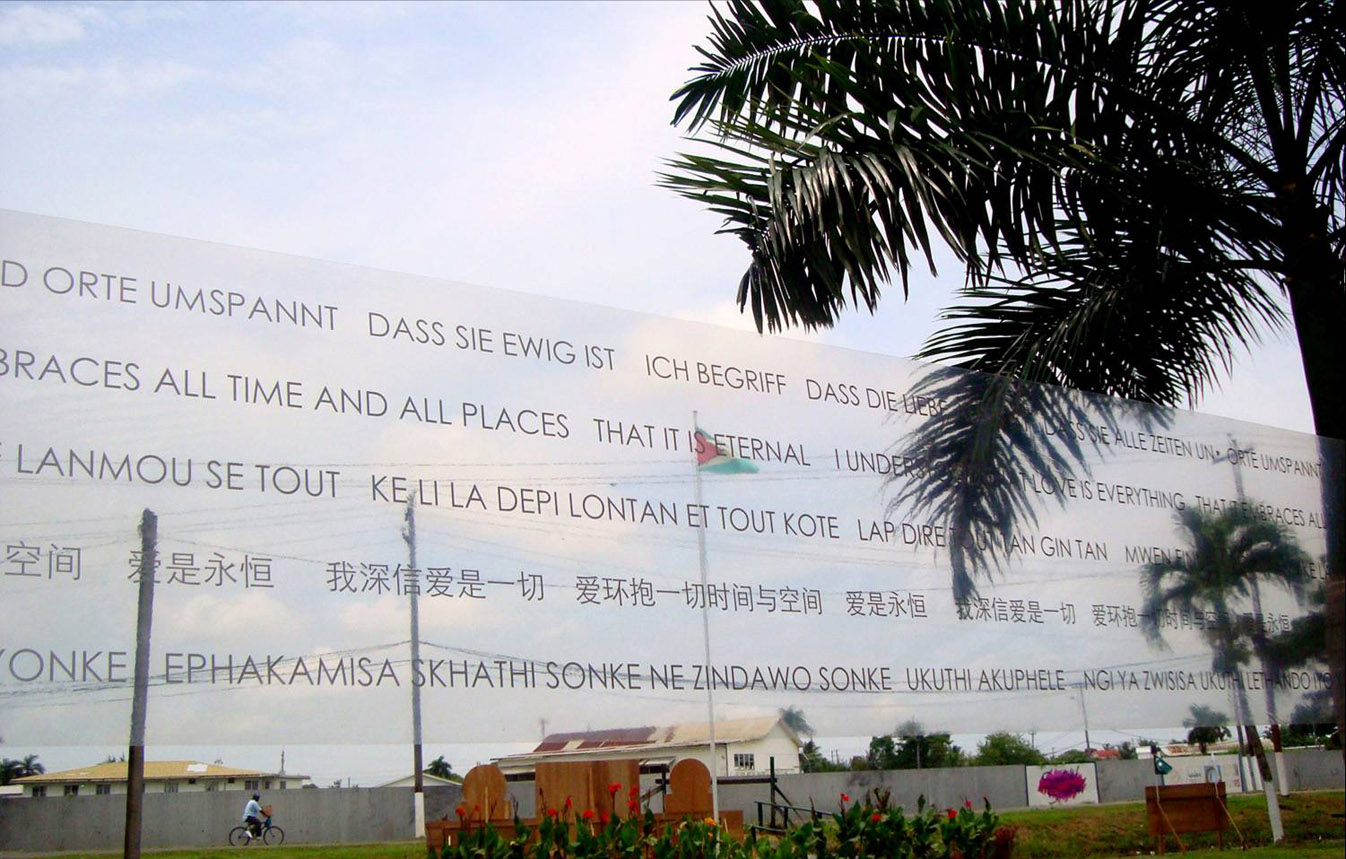
2008: ETAS anlässlich des Caribbean Festival of Arts in Georgetown, Guyana

Karin Hannak (* 8. Juli 1940 in Wels) ist eine österreichische Künstlerin, deren Tätigkeitsbereich Capillografie, Fotografie, Installation, Video- und Konzeptkunst umspannt.

## Leben
Karin Hannak machte ihre künstlerische Ausbildung in Salzburg und Rom.
Mit dem Bild Schmerz, das die Künstlerin in der Allerseelennacht 1989 malte, begann sie sich mit den Themen Leid und Vergänglichkeit, Zeit und Ewigkeit aus eigenem Erleben auseinanderzusetzen. Im weiteren Verlauf kam es zu einer Änderung ihrer Ausdrucksmittel. 1990 entdeckte Karin Hannak das Kopfhaar als künstlerisches Material („CapilloArt“).  Ab 1993 folgten Projekte in Weiß, Plakatwände, Installationen, Skulpturen und Fotoprojekte. – Menschliches Leid und die Sorge um die Zukunft unserer Welt wurden zu zentralen Themen. Karin Hannak verbindet ihre künstlerische Tätigkeit oft auch mit Aufrufen zur Menschlichkeit und zur zwischenmenschlichen Solidarität. Gleichzeitig ist ihre Arbeit ein Beitrag gegen die Gewalt und die Brutalität unserer Zeit.
Die Künstlerin zeigte Projekte für friedliche Gemeinsamkeit bei Festivals und Ausstellungen in Museen, Galerien und im öffentlichen Raum. An Hannaks anlässlich der EU-Präsidentschaft Österreichs 2006 ausgeführtem mehrteiligen Projekt Europalandschaft, einem Hinweis auf die in unseren Entscheidungen liegende große Verantwortung für die Zukunft unserer Kinder, beteiligten sich Rathäuser, Museen, Galerien, Universitäten und Schulen aller Länder der Europäischen Union. Ab 2008 begann die Künstlerin mit Embracing Time and Space (ETAS), einem Symbol für Liebe und Frieden in Form eines transparenten Folienbanners mit einem Zitat von Thérèse von Lisieux, die Welt zu umspannen.
Karin Hannak ist verheiratet und hat zwei Kinder. Sie ist Mitglied der Gesellschaft bildender Künstlerinnen und Künstler Österreichs, Künstlerhaus Wien, INTAKT Wien und KünstlerInnen-Gemeinschaft der Galerie Forum Wels.

## Ausstellungen und Präsentationen (Auswahl)
- 1990 Schloss Lancut / Polen: Karin Hannak
- 1994 Votivkirche Wien - Öffentlicher Raum Wien / Österreich: Zeit zur Stille
- 2000 Galerie Forum Wels / Österreich: OÖ. Landesausstellung 2000 - ZEIT
- 2003 Hausgalerie Künstlerhaus Wien / Österreich: Menschenspiegel
- 2006 Galleria Laboratorio2 International / Udine / Italien: Europa
- 2007 Museumsquartier Wien / Österreich, Nationalmuseum Bratislava / Slowakei, Kunsthalle Tallinn / Estland: Europalandschaft
- 2007 Kunstmuseum Lentos Linz / Österreich: Kunst hilft Afrika
- 2008 Künstlerhaus Wien / Österreich: Zeitraumzeit
- 2008 Beijing International Exhibition Center / Peking / China: Olympic Fine Arts 2008
- 2008 Georgetown / Guyana: Caribbean Festival of Arts 2008
- 2009 Town Hall / Penang / Malaysia: Art, Live & Vision – 100 Excellent Artists Exhibition
- 2009 Mariendom Linz / Österreich: Embracing Time and Space (ETAS)[2]
- 2009 Drill Hall / Johannesburg / Südafrika: Fourth World Summit on Arts & Culture
- 2011 Donau Park / Wien / Österreich: Peace Moves
- 2012 Memorial im Park Martissant / Port-au-Prince / Haiti: ETAS
- 2013 Palais Clam Gallas / Wien / Österreich: en mouvement - in bewegung - Paris-Wien
- 2013 Künstlerhaus / Wien / Österreich: zeichnen zeichnen
- 2014 Cairo Opera House / Kairo / Ägypten, National Cultural Center Zamalek / Kairo / Ägypten: Global Curls for Egyptian Girls
- 2015 Galerie Forum Wels: Pink Dream[3]
- 2015 Künstlerhaus Wien / Österreich; Über:Macht / Brennende Fragen. Global Curls - Work in Progress for Women's Rights Worldwide
- 2016 Atelier Suterena / Wien Österreich: Minifesta. Capillo Concentration Camp
- 2017 Contemporary Art Museum / Neapel / Italien: You No Speak Americano Original
- 2017 Kunsthalle Exnergasse, Wien / Österreich: 40 Jahre IntAkt
- 2017 Städtische Galerie Fruchthalle, Rastatt / Deutschland: Sammlung Westermann
- 2018 Turm 9 - Stadtmuseum Leonding: Karin Hannak - Menschenspiegel
- 2018 Galerie Forum Wels: Karin Hannak - Umdenken
- 2019 Palazzo Mora / Venedig / Italien PERSONAL STRUCTURES im Kontext der 58. Internationalen Kunstbiennale